# Église de Mustasaari
L'église de Mustasaari (finnois : Mustasaaren kirkko) est une église luthérienne située dans le quartier Vanha Vaasa de la ville de Vaasa en Finlande,.

## Architecture
L'édifice est conçu par Carl Fredrik Adelcrantz pour y installer la Cour d'appel de Vaasa.
La construction du bâtiment de deux étages couvert d'un toit mansardé dure de 1776 à 1786.
Pendant l'incendie de Vaasa de 1852, Vaasa est presque totalement détruit et l'on décide de reconstruire la ville plus à proximité de la côte à 7 km au nord-ouest.
À ce nouvel endroit on construit une nouvelle cour d'appel et l'église de la Sainte-Trinité.
Le bâtiment de Mustasaari est l'un des seuls à avoir échappé à l'incendie et comme Vaasa manque d'église le Tsar Alexandre Ier décide d'offrir le bâtiment à la paroisse pour qu'elle le transforme en église.
Les travaux de transformation sont conçus par Carl Axel Setterberg, l’architecte de Vaasa .
Les façades sont conservées mais l'intérieur est entièrement reconstruit, on abat les murs et construit un plafond voûté.
Setterberg conçoit aussi le clocher qui est couvert des tuiles de la toiture de l'Église de la Sainte Vierge (fi) incendiée,
dont on prendra aussi l'une des trois cloches.
Les travaux de transformation sont réalisés en 1862–1863 et l'église peut être inaugurée.
L'un des retables représentant Jésus à Gethsémani provient aussi de l'église de la Sainte Vierge.
L'orgue à 34 jeux est inauguré en 1972.
L'église peut accueillir près de 900 personnes.
La direction des musées de Finlande a classé l'église et son paysage culturel dans les sites culturels construits d'intérêt national.